# Drie versies van Judas

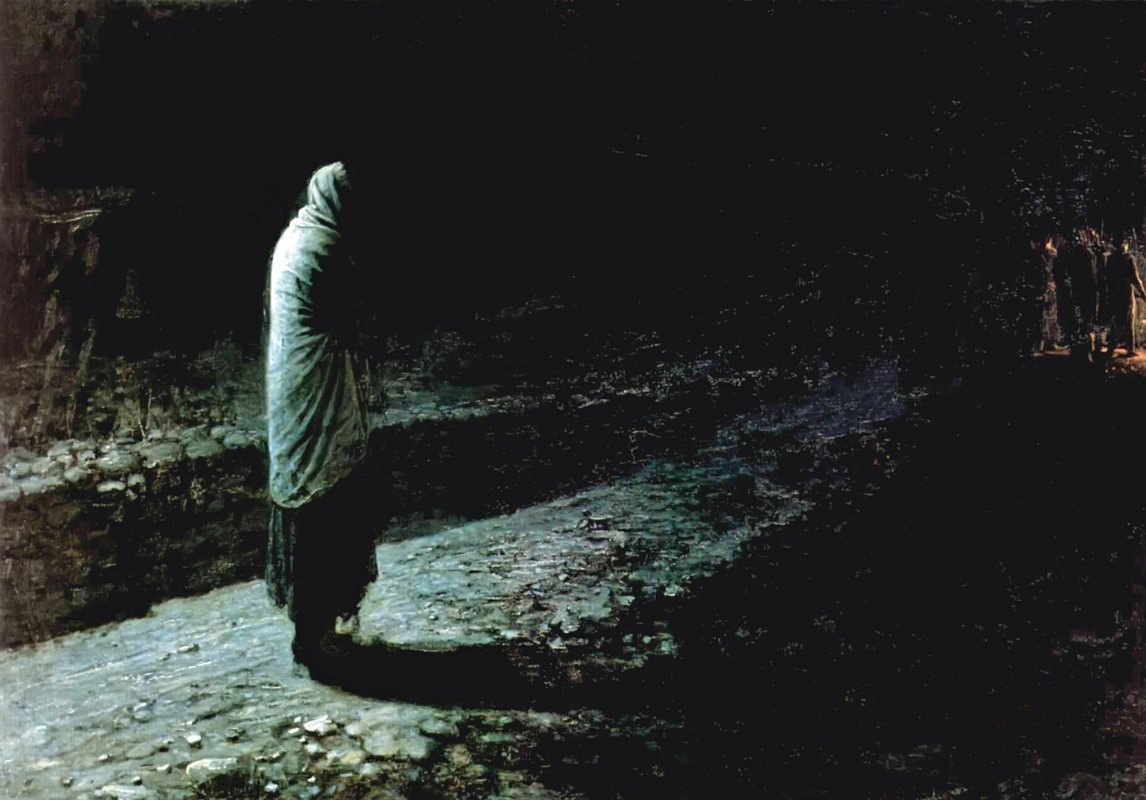
Judas, door Nikolaj Ge

Drie versies van Judas (Spaans: Tres versiones de Judas) is een verhaal van de Spaanstalige Argentijnse schrijver Jorge Luis Borges. Het verhaal werd voor het eerst gepubliceerd in juni 1942 in de Argentijnse krant La Nación en werd in 1944 opgenomen in Borges' verhalenbundel Fantastische verhalen (Ficciones). De Nederlandse vertaling uit 1988 is van Barber van de Pol.

## Inhoud
Drie versies van Judas is geschreven in de vorm van een wetenschappelijk artikel, inclusief noten en verwijzingen naar historische figuren en wetenschappers die soms wel, soms niet hebben bestaan. Het verhaal geeft een analyse van het werk van de (fictieve) schrijver Nils Runeberg uit de stad Lund, die drie sterk controversiële boeken over de apostel Judas heeft geschreven.
In het zijn eerste boek, Kristus och Judas (1904), verdedigt Runeberg de stelling dat Judas zich met zijn verraad opofferde om Jezus’ geheime goddelijkheid te openbaren en een weerspiegeling van Jezus’ onmetelijke goedheid te worden: "Vandaar de dertig zilverlingen en de kus, vandaar de vrijwillige dood, teneinde zich nog meer te lenen voor Afkeuring."
Na veel kritiek uit vooral theologische hoek herschrijft Runeberg zijn boek. In een nieuwe versie voert hij argumenten op om aan te tonen dat niet Jezus maar Judas het meeste heeft geleden en het grootste offer heeft gebracht. Hij schrijft: "De asceet verlaagt en kwelt zijn geest ter meerdere eer en glorie van God. Judas deed hetzelfde met zijn geest. Hij zag af van eer, van welzijn, van gemoedsrust, van het koninkrijk der hemelen, zoals anderen minder heroïsch afzien van genot. […] Judas zocht de hel omdat hem de gelukzaligheid des Heren voldoende was. Hij beschouwde geluk, evenals welzijn, als een goddelijk attribuut dat mensen zich niet mogen toe-eigenen."
In zijn laatste boek, Den hemlige Frälsaren (1909), betoogt Runeberg dat als God zich ertoe verlaagde mens te worden omwille van de redding van de menselijke soort, hij een volmaakt offer zou brengen: "Zijn lijden beperken tot de doodsstrijd van een middag is godslasterlijk." Uiteindelijk concludeert Runeberg dat God Judas koos als zijn incarnatie: "om ons te redden kon hij willekeurig kiezen uit de lotsbestemmingen die met elkaar het verwarde net van de geschiedenis weven; hij had Alexander kunnen zijn of Pythagoras of Rurik of Jezus; hij koos een verachtelijk lot: hij werd Judas."
Borges’ verhaal eindigt met de dood van Runeberg: hij voelde dat aloude Goddelijke vervloekingen zich boven zijn hoofd samenbalden omdat hij het 'geheim' openbaar had gemaakt. "Dronken van slapeloosheid en duizelingwekkende dialectiek dwaalde hij door de straten van Malmö, terwijl hij luidkeels smeekte om de genade de Hel te mogen delen met de Verlosser."